# Thrichomys
Thrichomys är ett släkte gnagare i familjen lansråttor med tre arter som förekommer i Sydamerika. Dessa tre arter betraktades tidigare som en enda art med det vetenskapliga namnet Thrichomys apereoides.

## Arter och utbredning
Följande arter listas i släktet.
- Thrichomys apereoides lever i östra Brasilien i det mera öppna landskapet mellan Amazonområdet och skogsområdena vid Atlanten.
- Thrichomys inermis förekommer i delstaten Bahia i Brasilien.
- Thrichomys pachyurus hittas i norra Paraguay och i angränsande regioner av Brasilien.

## Utseende
Dessa lansråttor blir 20 till 29 cm långa (huvud och bål), har en 18 till 22 cm lång svans och väger 247 till 500 g. I motsats till andra lansråttor är pälsen mjuk och det finns inga taggar. Ovansidan är täckt av brunaktig päls och undersidan har en ljusgrå färg. Även svansen är täckt med päls och morrhåren är långa.

## Ekologi
Habitatet varierar mellan klippiga områden är täckta av lite växtlighet, skogens kanter, landskapet Cerradon, galleriskogar och gräsmarker. Ibland hittas arterna i träsk. Boet som är en hålighet mellan stenar, mellan växternas rötter eller i träd fodras med torrt gräs. Arterna äter frön, frukter från bomullssläktet (Gossypium) och kaktusar.
Honor kan ha upp till tre kullar per år med upp till 6 ungar per kull (vanligen 3). I fångenskap varade dräktigheten 95 till 98 dagar och de nyfödda ungarna hade redan päls och öppna ögon. Ungarna diade sin mor cirka 6 veckor och efter ungefär 200 dagar var de lika stora som de vuxna djuren. Könsmognaden infaller efter 7 till 9 månader.